# San Rafael (Kalifornie)
San Rafael je město v okrese Marin County ve státě Kalifornie ve Spojených státech amerických.
K roku 2020 zde žilo 61 271 obyvatel. S celkovou rozlohou 58,074 km² byla hustota zalidnění 3693,9 obyvatel na km².

## Historie

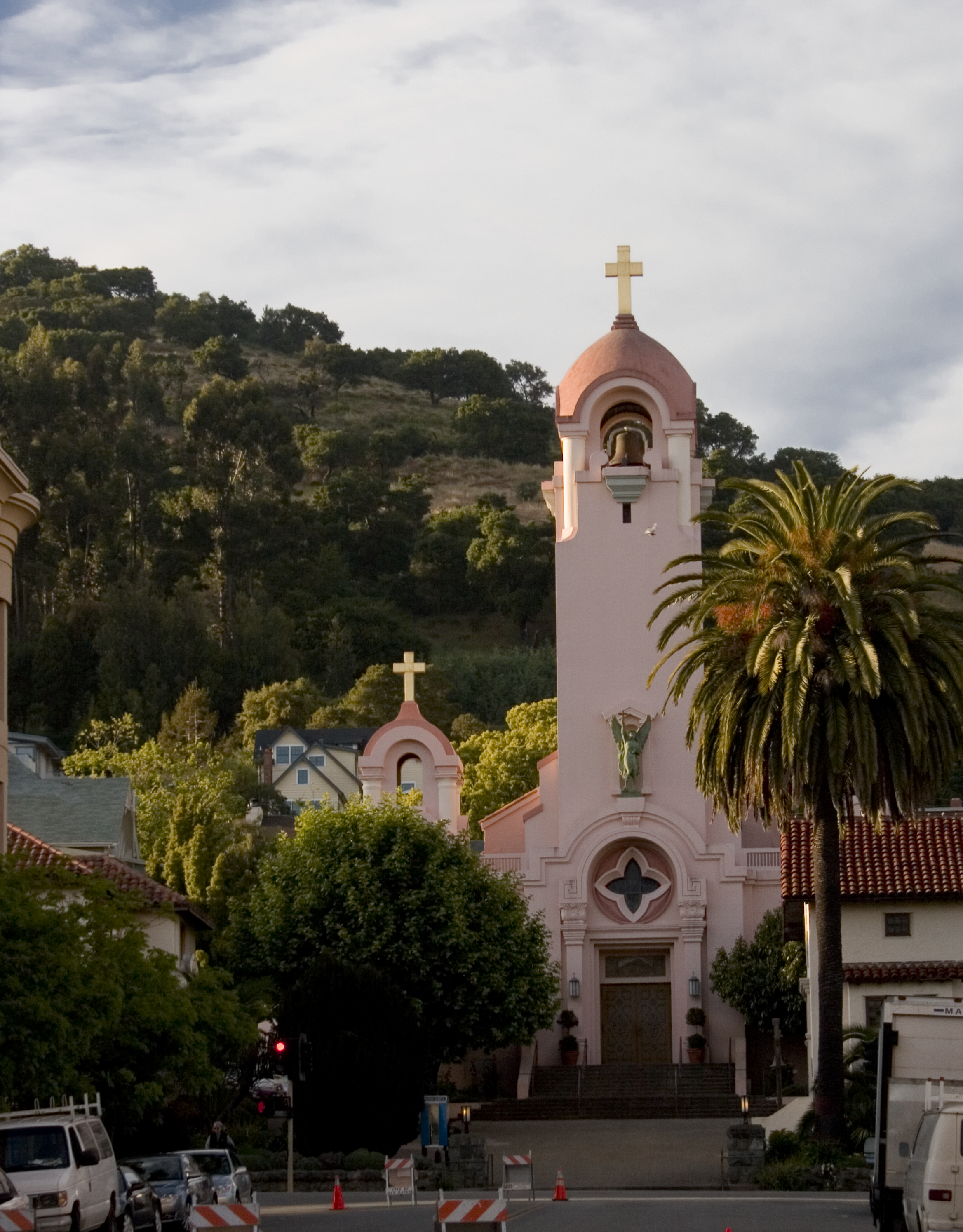
Kopie misijního kostela sv. archanděla Rafaela

V roce 1817 sem přišli z Mexika španělští misionáři řádu františkánů pod vedením Vincenta Sarríi. Založili zde první kostel a nemocnici v budoucím okresu Marin County a v roce 1822 vyhlásili nezávislost na Španělsku a přičlenění k Mexiku. Misijní stanice byla z čela rychle rostoucí obce odstraněna roku 1844. Původní kostel sv. Archanděla Rafaela uprostřed byl nahrazen jiným větším, tento při výstavbě nových domů zdokumentován a zbořen, zůstal stát jen jeden strom – hruška. Roku 1874 byla obec San Rafael včleněna do Kalifornie a s ní mezi státy Unie. 
Replika kostela byla postavena na jiném místě v roce 1949.

## Architektura
Sídlí zde: 
- Civic center – občanské centrum okresu, jehož budovu navrhl architekt Frank Lloyd Wright.
- Dominikánská univerzita